# Nekrolog 1497
Nekrolog
◄◄
| ◄
| 1493
| 1494
| 1495
| 1496
| 1497 | 1498 | 1499 | 1500 | 1501 | ► | ►►
Weitere Ereignisse | Allgemeiner Nekrolog 1497
Die Beschreibung der verstorbenen Person sollte so kurz wie möglich gehalten sein und nur deren signifikante Tätigkeit(en) enthalten.
Neue Namen ggf. auch unter dem Geburts- und Sterbedatum, also etwa unter 1. Januar und im Geburts- und Sterbejahr (2024) eintragen (nur bei entsprechender großer Wichtigkeit). Für Beispiele siehe die schon vorhandenen Artikel.
Außerdem über die fünf zuletzt Verstorbenen, zu denen es einen ausreichend guten Artikel für eine Präsentation auf der Hauptseite gibt, nach der todesbedingten Überarbeitung der Artikel ggf. auch unter Wikipedia Diskussion:Hauptseite informieren und sie am besten auch in den anderen Wikipedia-Sprachversionen eintragen. Tipp: Regelmäßig bei news.google.de nach „ist tot“, „gestorben“ oder „verstorben“ suchen.
Wenn eine Person gestorben ist, gibt es viele Seiten zu dieser Person in der Wikipedia, die davon auch betroffen sind und entsprechend aktualisiert werden müssen. Beispiele: Namenübersichtsseite, Geburtsjahr, Geburtsort-Seiten und viele mehr.
Wie finde ich die betroffenen Seiten?
Im Suchfeld auf der linken Seite gibt man den Suchbegriff so ein: „Vorname Nachname“. Dann klickt man auf Volltext und alle Seiten mit entsprechendem Suchtext werden aufgerufen. Hier sieht man dann schnell, wo auch das Todesjahr Sinn macht oder sogar ein Teil des Artikels angepasst werden muss. Auch hilft das „Werkzeug“ auf der linken Seite sehr gut, um solche Seiten aufzufinden: „Links auf diese Seite“. Somit ist die Wikipedia wieder aktuell in allen Bereichen! Hinweis: bei Eintragung der Kategorie „Gestorben JAHR“ wird der Missbrauchsfilter 49 ausgelöst, was jedoch nicht schlimm ist. Siehe: Spezial:Missbrauchsfilter/49
Dies ist eine Liste von im Jahr 1497 verstorbenen bekannten Persönlichkeiten. Die Einträge erfolgen innerhalb der einzelnen Daten alphabetisch sortiert. Tiere sind im Nekrolog für Tiere zu finden.

## Januar
| Tag        | Name                    | Beruf, bekannt als                             | Alter | Beleg |
| ---------- | ----------------------- | ---------------------------------------------- | ----- | ----- |
| 2. Januar  | Beatrice d’Este         | Fürstin von Mailand                            | 21    |       |
| 13. Januar | Veronika von Mailand    | Klosterfrau und Selige der katholischen Kirche |       |       |
| 17. Januar | Gentile Virginio Orsini | italienischer Condottiere                      |       |       |
| 25. Januar | Katharina von Geldern   | Regentin von Geldern                           |       |       |

## Februar
| Tag        | Name              | Beruf, bekannt als                        | Alter | Beleg |
| ---------- | ----------------- | ----------------------------------------- | ----- | ----- |
| 6. Februar | Johannes Ockeghem | flämischer Komponist, Sänger und Kleriker |       |       |

## April
| Tag       | Name         | Beruf, bekannt als | Alter | Beleg |
| --------- | ------------ | ------------------ | ----- | ----- |
| 19. April | Pierre Basin | belgischer Sänger  |       |       |

## Mai
| Tag     | Name                     | Beruf, bekannt als                                                             | Alter | Beleg |
| ------- | ------------------------ | ------------------------------------------------------------------------------ | ----- | ----- |
| 1. Mai  | Schams ad-Dīn as-Sachāwī | Hadith-Gelehrter, Prosopograph und Historiograph im mamlukenzeitlichen Ägypten | 70    |       |
| 5. Mai  | Bernhard von Breidenbach | deutscher Autor                                                                |       |       |
| 12. Mai | Wilhelm I. von Neuenahr  | deutscher Adeliger                                                             |       |       |
| 27. Mai | Benedetto da Maiano      | italienischer Bildhauer und Baumeister                                         |       |       |

## Juni
| Tag      | Name                              | Beruf, bekannt als                                                                                 | Alter | Beleg |
| -------- | --------------------------------- | -------------------------------------------------------------------------------------------------- | ----- | ----- |
| 3. Juni  | Robert Briçonnet                  | französischer Erzbischof von Reims                                                                 |       |       |
| 14. Juni | Juan Borgia, 2. Herzog von Gandía | spanisch-italienischer Fürst und Papstsohn                                                         |       |       |
| 24. Juni | Thomas Flamank                    | britischer Rechtsanwalt, führte mit Michael An Gof den Kornischen Aufstand (1497) gegen Steuern an |       |       |
| 24. Juni | Michael An Gof                    | englischer Rebellenführer                                                                          |       |       |
| 27. Juni | Nikolaus II.                      | Herzog von Oppeln (1476–1497)                                                                      |       |       |

## Juli
| Tag      | Name                | Beruf, bekannt als                | Alter | Beleg |
| -------- | ------------------- | --------------------------------- | ----- | ----- |
| 22. Juli | Francesco Botticini | italienischer Maler               |       |       |
| 23. Juli | Barbara Fugger      | Ehefrau Jakob Fuggers des Älteren |       |       |
| Juli     | Estêvão da Gama     | portugiesischer Adliger           |       |       |

## August
| Tag        | Name               | Beruf, bekannt als                          | Alter | Beleg |
| ---------- | ------------------ | ------------------------------------------- | ----- | ----- |
| 7. August  | Bernardino Lonati  | italienischer Kardinal der Römischen Kirche | 45    |       |
| 24. August | Sophia von Pommern | Herzogin von Pommern                        |       |       |
| 25. August | Johann von Tiefen  | Hochmeister des Deutschen Ordens            |       |       |

## September
| Tag           | Name                    | Beruf, bekannt als    | Alter | Beleg |
| ------------- | ----------------------- | --------------------- | ----- | ----- |
| 26. September | Bertrand VI. de La Tour | französischer Adliger |       |       |

## Oktober
| Tag         | Name                            | Beruf, bekannt als                                                      | Alter  | Beleg |
| ----------- | ------------------------------- | ----------------------------------------------------------------------- | ------ | ----- |
| 4. Oktober  | Benozzo Gozzoli                 | italienischer Maler                                                     |        |       |
| 4. Oktober  | Johann von Aragón und Kastilien | Prinz von Spanien                                                       | 19     |       |
| 23. Oktober | Anna von Werdenberg             | Äbtissin des Damenstifts Buchau                                         |        |       |
| 23. Oktober | Johannes Martini                | franko-flämischer Komponist, Sänger und Kleriker der frühen Renaissance | ca. 62 |       |

## November
| Tag          | Name                     | Beruf, bekannt als                                | Alter | Beleg |
| ------------ | ------------------------ | ------------------------------------------------- | ----- | ----- |
| 4. November  | Athanasios Chalkeopoulos | griechischer Mönch, Bischof von Gerace und Oppido |       |       |
| 7. November  | Philipp II.              | Graf von Bresse und Herzog von Savoyen            | 59    |       |
| 20. November | Nikolaus Kempf           | Mystiker und Theologe                             |       |       |

## Dezember
| Tag          | Name                 | Beruf, bekannt als | Alter | Beleg |
| ------------ | -------------------- | --- | ----- | ----- |
| 3. Dezember  | Georg von Stein      | oberschwäbischer Adliger; Landeshauptmann von Schweidnitz-Jauer; Oberlandeshauptmann von Schlesien; Landvogt der Nieder- und der Oberlausitz |       |       |
| 18. Dezember | Christoph von Polenz | Landvogt der Neumark |       |       |

## Datum unbekannt
| Tag | Name                          | Beruf, bekannt als                                                   | Alter | Beleg |
| --- | ----------------------------- | -------------------------------------------------------------------- | ----- | ----- |
|     | Albert de Brudzewo            | polnischer Mathematiker und Astronom; Lehrer von Nicolaus Copernicus |       |       |
|     | Heinrich Borcke               | kurfürstlich brandenburgischer und herzoglich pommerscher Rat        |       |       |
|     | Johannes Canter               | Humanist und Astronom                                                |       |       |
|     | Elia ben Moses Abba Delmedigo | jüdischer Religionsphilosoph                                         |       |       |
|     | Lê Thánh Tông                 | vietnamesischer Kaiser                                               |       |       |
|     | Galeotto Marzio               | italienischer Humanist, Historiker, Arzt und Astronom                |       |       |
|     | Katherine Woodville           | englische Adelige                                                    |       |       |